# Бериково
Бериково (на македонска литературна норма: Бериково; на албански: Berikova) е село в Северна Македония, община Кичево.

## География
Селото е разположено в областта Горно Кичево в западните поли на Добра вода.

## История
Според „Кичево в миналото си и сега“ Бериково е заселено от арнаути дошли от Полога в XVIII век.
В XIX век Бериково е село в Кичевска каза на Османската империя. В „Етнография на вилаетите Адрианопол, Монастир и Салоника“, издадена в Константинопол в 1878 година и отразяваща статистиката на населението от 1873 година, Бериково (Bérikovo) е посочено като село с 20 домакинства с 35 жители мюсюлмани и 50 българи.
Според статистиката на Васил Кънчов („Македония. Етнография и статистика“) към 1900 година в Бериково живеят 155 арнаути мохамедани. Според него българите са изселени от селото към 1870 година.
На Етнографската карта на Битолския вилает на Картографския институт в София от 1901 година Бериково е чисто албанско село в Кичевската каза на Битолския санджак с 40 къщи.
След Междусъюзническата война в 1913 година селото попада в Сърбия.
На етническата си карта на Северозападна Македония в 1929 година Афанасий Селишчев отбелязва Бериково като албанско село.
Според преброяването от 2002 година селото има 168 жители албанци.
От 1996 до 2013 година селото е част от Община Осломей.